# Rootsivere
Rootsivere (Duits: Rootsiwere) is een plaats in de Estlandse gemeente Muhu, provincie Saaremaa. De plaats heeft de status van dorp (Estisch: küla).

## Bevolking
Het dorp had 33 inwoners op 31 december 2011 en 34 inwoners op 31 december 2021.

## Ligging
Rootsivere ligt aan Väike väin, de zeestraat tussen de eilanden Muhu en Saaremaa, ten noorden van de dam die de beide eilanden verbindt.

## Geschiedenis
In de 15e eeuw was Rootsivere onder de naam Rozever een Wacke, een administratieve eenheid voor een groep boeren met gezamenlijke verplichtingen. In 1645 lag het dorp onder de naam Rozeuer op het landgoed Mohn-Großenhof (Suuremõisa). In 1798 werd het dorp Rotziwer genoemd en was het in het bezit van een herberg met de naam Wachtna. Voor de aanleg van de dam naar Saaremaa in de jaren 1894-1897 werd vanuit Rootsivere een veerdienst naar Saaremaa onderhouden.